# Конус выноса
Ко́нус вы́носа — флювиальная форма рельефа, представляющая собой крупномасштабную морфологическую структуру, созданную реками с твёрдым
донным стоком и реже — реками с высоким взвешенным твёрдым стоком. Как правило, конус выноса — скопление валунов, гальки, песка, глины и других материалов, именуемых аллювием, имеющее форму конуса или полуконуса. Располагаются в устьях горных рек, падей, балок, оврагов при выходе их на равнины или на террасы широких долин. Кроме того, встречаются в семиаридных обстановках, где приобретают важное значение такие второстепенные процессы, как, например, гравитационные течения. Могут иметь широкий диапазон размеров — от нескольких метров в основании до сотен километров. Когда многочисленные реки/ручьи сходятся в единый поток, конусы выноса могут объединяться в непрерывную структуру. В аридных и семиаридных районах такая структура называется «бахада» (англ. bajada).

## Образование
Конусы выноса могут возникать во впадинах самых разнообразных типов. Это могут быть аллювиальные равнины, долины, бессточные водосборные впадины с тектонически активными окраинами или без них, а также водоёмы со стоячей водой, такие как моря и озёра, в последнем случае конусы выноса правильнее называть дельтами конусов выноса.
В общем случае конусы выноса демонстрируют уменьшение уклона от апикальной части выхода из долины к подножью, образуя вогнутый профиль. Этот профиль, как правило, бывает разбит на серию сегментов, каждый из которых имеет в первом приближении равномерный уклон, но в особых точках на профиле уклон при проксимально-дистальном пересечении резко выполаживается.
Конусы выноса, в которых среди поверхностных процессов преобладает течение в руслах, называются также «гумидными конусами выноса». По мнению Х.Рединга и ряда других исследователей, этот термин является не вполне корректным, поскольку существенно речные конусы выноса могут также возникать вследствие отсутствия мелкозернистого материала в области сноса и, стало быть, могут наблюдаться в семиаридной обстановке, подверженной спорадическим паводкам. Существенно речные конусы выноса являются одним из главных мест осадконакопления слабоизвилистых рек и, по-видимому, вносят существенный вклад в создание геологической летописи. Диапазон их размеров очень велик — от нескольких десятков метров до сотен километров в радиусе.
Особый случай составляют существенно речные конусы выноса, в которых расход воды последовательно снижается вниз по течению из-за сочетания процессов испарения и, что важнее, инфильтрации через ложе. В результате поверхностный сток полностью прекращается. Эти конечные конусы выноса встречаются в аридных бессточных впадинах с пересыхающими реками.
Семиаридные конусы выноса представляют собой классические аллювиальные конусы тектонически активных окраин впадин, где в осадконакоплении играют большую роль гравитационные течения. Наиболее полно этот тип конусов выноса описан в пустынных областях, например в Долине Смерти (Калифорния, США), но они также могут встречаться в областях с большим количеством атмосферных осадков, если в области сноса имеется много мелкозернистого материала, слабо развит растительный покров и сильно расчленен рельеф.

## Геоморфология
Отложения, возникающие в результате эрозии на возвышенностях или в горных районах, в конечном итоге попадают в водные потоки в регионе, где потоки действуют как дренажная система и переносят отложения к аллювиальной равнине. Из-за высокой степени уклона река/ручей обычно классифицируются как прямые каналы. В устье потока на аллювиальной равнине конус узкий и подвергается воздействию энергии воды, возникающей за счёт значительного уклона поверхности. Как только осадочная порода выходит из потока, стенки русла перестают быть препятствием канала, и отложения начинают расходиться. Конус выноса становится шире с увеличением расстояния от устья потока. Когда в аллювиальной равнине имеется достаточно места для того, чтобы все отложения разошлись, не соприкасаясь со стенами русел других водных потоков, возникает неограниченный конус выноса. Неограниченные конусы выноса позволяют естественным образом выветривать осадки, а на форму конуса уже не влияют другие особенности рельефа. Когда аллювиальная равнина является узкой или короткой, параллельной осаждённому потоку, форма конуса в конечном счете изменяется. Самая большая опасность для россыпных конусов — это наводнения и селевые потоки. Наводнения на конусах выноса обычно происходят внезапно, с высокой скоростью и имеют относительно короткую (несколько часов) продолжительность. Селевые потоки — это тип оползня, представляющего собой непрерывную, быстро движущаяся смесь воды и твёрдых относительно крупных частиц; как правило, от 20 до 80 % частиц имеют диаметр более 2 мм.
Размер отдельных конусов зависит от размера водосборной площади, хотя определённое значение также имеют состав горных пород и климат. При одинаковом размере водосборной площади источники сноса с преобладанием аргиллитов будут давать значительно более крупные конусы выноса, чем существенно песчаниковые источники сноса.

### Современный аналог
Конус выноса относительно недавнего происхождения существует на северо-западе Китая, в полузасушливой области между горными цепями Куньлунь и Алтун, которые образуют южную границу пустыни Такла-Макан. Этот конус имеет общую длину 60 километров и при этом его часть все ещё считается активной. Конус выноса считается активным, если источник отложений постоянно питает осадок конуса. Одна из частей этого конуса имеет текущие потоки, которые постоянно осаждают осадочные породы, и конус всё ещё продвигается в аллювиальную равнину. Водные потоки состоят как из прямых, так и многорукавных потоков из-за большого объёма осадочных пород, приносимых с местного нагорья.

## Модель осадконакопления/фаций
В отложениях конуса выноса выделяют три основные зоны, или фации, которые включают проксимальную (близкую к области сноса), среднюю и дистальную (удалённую) фации. В составе проксимальной фации, расположенной непосредственно на выходе из горного хребта, обычно преобладают крупнозернистый массивный гравий и фрагменты, которые содержат относительно большие части мелкозернистой матрицы. Ниже по течению (в нижних частях конуса выноса) отложения содержат более высокую концентрацию песка, а также порошка или илистого детрита. В проксимальной фации наклон фрагментов обычно составляет порядка 10-15 градусов, а на окраинах — до 30 градусов. Морфология средней фации отображает характеристики частых изменений наклонных плоских слоёв гравия, массивных грязевых слоёв и плоских наклонных песчаных слоёв. Размеры отложений конуса выноса часто чрезвычайно широки в дальней фации, где преобладают пески с расслоением над галькой, поддерживаемой обломками, а также расслоением по наклонному жёлобу наряду с горизонтальными слоистыми илистыми отложениями. Слои первоначального осаждения в конусах выноса обычно перекрываются глинистыми/мергелевыми отложениями, которые могут выполнять роль «ловушки» для углеводородов и становиться потенциальной целью геологоразведки. Контроль за состоянием и распространением конусов выноса включает регулирование мест отложений наносов.

## В пустынном климате
Конусы выноса часто встречаются в пустынных районах, подверженных внезапным паводкам. Типичный водоток в аридном климате имеет большой воронкообразный бассейн, ведущий к узкому стоку, который сбрасывается в расположенный ниже конус выноса. В случаях, когда водный поток столь перегружен наносами, что для их перемещения предельный уклон оказывается недостаточным, возникает русловая многорукавность.
У основания конусов выноса формируются колонии растений-фреатофитов, которые имеют длинные корни — от 9 до 15 метров, необходимые, чтобы достичь сформировавшегося на глубине водоносного слоя. Эти колонии растений растут у оснований конусов и часто образуют естественные ниши для обитания многих животных.

## Во влажном климате
Конусы выноса также формируются в условиях влажного климата. Так, в Непале река Коси сформировала конус площадью около 15 000 км² ниже места своего перехода из предгорий Гималаев на равнины, где река переходит на территорию Индии и впадает в Ганг. Вдоль верхних притоков Коси происходит подъём Гималаев за счёт тектонических сил на несколько миллиметров в год. Величина этого подъёма компенсируется эрозией почв, поскольку Коси ежегодно намывает порядка 100 миллионов кубических метров отложений. Отложение такого масштаба в течение миллионов лет более чем достаточно для объяснения.
На всём протяжении границы между Индо-Гангской равниной и Гималаями в Индии, Пакистане, Непале и Бутане самые низкие предгорья Сивалика сформированы из осадочных горных пород, которые эволюционировали в широкий непрерывный мегаконус Бхабар. Несмотря на перенаселенность равнин, зона Бхабар является очагом малярии и остаётся в основном необитаемой.
В Северной Америке потоки, впадающие в Калифорнийскую долину, формируют более мелкие, но все ещё обширные конусы выноса, такие как река Кингз, берущая начало в горах Сьерра-Невада, которая создает низкий водораздел, превращая южную оконечность долины Сан-Хоакин в бессточную область без связи с океаном.

## Опасность наводнений
Конусы выноса подвержены затоплению и в плане наводнений могут представлять бо́льшую опасность, чем питающие их каньоны, расположенные вверх по течению.
Число наводнений в Индии превышает показатели всех стран, кроме Бангладеш. Ряд наводнений в Индии был вызван конусами выноса. Например, река Коси — один из крупнейших притоков Ганга — имеет огромную осадочную нагрузку и выпуклую поперечную поверхность конуса выноса, что препятствует проведению инженерных мероприятий по сдерживанию пиковых потоков внутри искусственных насыпей. Во время катастрофического наводнения в Бихаре в августе 2008 года потоки воды, вызванные муссонами, прорвали набережную, что привело к оттоку большей часть течения реки в древний канал и на окружающие территории с высокой плотностью населения. Более миллиона человек остались без крова, около 250 погибли и тысячи гектаров посевов были уничтожены. По причине высокого риска наводнений река Коси у местного населения носит название «Печаль Бихара» (англ. Sorrow of Bihar).

## Исследования
Исследования конусов выноса ведутся с использованием широкого спектра методов геологии и геофизики, с учётом специфики изучаемых объектов.
Существенные результаты были достигнуты, например, при исследовании конуса выноса Дуная с применением методов эхолотного промера. Анализ и интерпретация материала эхолотной съёмки позволили сформировать батиметрическую карту и геоморфологическую схему конуса выноса Дуная. Согласно полученным данным, конус выноса Дуная представляет собой крупное аккумулятивное тело, с точки зрения морфологии представляющее собой обширную ступень со слабым (2-4°) наклоном, ограниченную с юго-запада уступом высотой 200—400 метров. Слоистость на сравнительно островершинных элементах конуса выноса Дуная отсутствует полностью или развита в верхней части разреза. Анализ записей слоистости даёт основания предполагать, что её разновидности формировались под воздействием широкого комплекса факторов: цикличность осадконакопления, эрозионные процессы, оползневые явления и т. д..

## На других небесных телах

### Марс
Конусы выноса также встречаются на Марсе, где они располагаются на краях некоторых кратеров. Так, в кратере Сахеки были обнаружены три конуса выноса, что подтверждает теорию, согласно которой жидкая вода когда-то присутствовала в той или иной форме на поверхности Марса. Кроме того, наблюдения за конусами выноса в кратере Гейла, сделанные спутниками с орбиты, были подтверждены обнаружением речных отложений во время миссии марсохода Curiosity.

### Титан
Конусы выноса были обнаружены на Титане во время миссии автоматической межпланетной станции Кассини-Гюйгенс с использованием радиолокационного синтезирования апертуры. Эти конусы чаще встречаются в более сухих средних широтах в конце метановых/этановых рек, где происходят частые увлажнения и осушения, по аналогии с засушливыми регионами на Земле. Радиолокационные исследования показывает, что материал выноса, скорее всего, состоит из круглых зёрен водяного льда или твердых органических соединений диаметром около двух сантиметров.